# بویان رادف
بویان رادف (بلغاری: Боян Радев؛ زادهٔ ۲۵ فوریهٔ ۱۹۴۲) کشتی‌گیر اهل بلغارستان است.